# Saint Walker
Saint Walker es un personaje de cómic ficticio que aparece en los cómics estadounidenses y otros medios asociados publicados por DC Comics. Saint Walker es un miembro extraterrestre del Blue Lantern Corps galáctico, una organización dedicada a difundir la paz y la armonía a través del poder de la esperanza en todo el universo.

## Historial de publicaciones
Saint Walker apareció por primera vez en Green Lantern Vol. 4 # 25 y fue creado por Geoff Johns and Ethan Van Sciver.

## Historia
Walker era un sacerdote en su planeta natal de Astonia (con una esposa y dos hijos), que estaba condenado, ya que su antiguo sol se estaba muriendo. Saint Walker logra calmar a su gente desesperada y darles esperanza ante la extinción, lo que provoca que un anillo de Blue Lantern lo elija como miembro del Blue Lantern Corps, afirmando que "tiene la capacidad de infundir una gran esperanza". Con su anillo, hace que la edad de su sol retroceda 8,9 mil millones de años, salvando así su planeta natal.
Saint Walker y sus compañeros Blue Lanterns se presentan por primera vez en medio del evento Crisis final como parte de la preparación de la historia de Blackest Night. Durante la Crisis Final, Hal Jordan y John Stewart del Green Lantern Corps acaban de ser emboscados por Red Lantern Corps, quienes se llevan al pícaro ex Green Lantern Sinestro de su custodia. Después de que Jordan resulta herido durante el conflicto, sus heridas se curan cuando entra en contacto por primera vez con Saint Walker.
En la historia de Blackest Night, después de unirse a los esfuerzos de Hal Jordan e Indigo-1 para reunir a un miembro de cada Cuerpo para intentar destruir la batería de energía de Black Lantern, Saint Walker acepta usar su anillo de poder para aliviar el hambre de Larfleeze mientras trabajan juntos. Al delegar a un héroe de la Tierra para ayudar en la crisis actual hasta que el resto de los Blue Lantern Corps pueda llegar, el anillo de Walker selecciona a Barry Allen como un Blue Lantern temporal. Después de que Nekron es derrotado, Walker trabaja con Carol Ferris para curar a Mera de la influencia de su anillo de poder rojo.
En Justice League of America # 55 (2011), el personaje se une al equipo titular para luchar contra Eclipso e intenta ayudar al resucitado Hank Henshaw contra Doomsday por orden de Batman.
En la historia de La Guerra de los Linternas Verdes, Saint Walker y el resto de los Nuevos Guardianes se dirigen al planeta Ryut. Krona y las Entidades Emocionales no se encuentran por ninguna parte, pero el grupo se encuentra con el Libro de lo Negro. Cuando aparece la exmiembro de Sinestro Corps Lyssa Drak, rápidamente somete a los Nuevos Guardianes, atrapando a todos menos a Hal en el Libro del Negro. Hal escapa con los anillos de los Nuevos Guardianes, y luego le pasa el anillo de Walker a Kyle Rayner cuando Krona infecta la Batería de Energía Central con Parallax para poner a los Green Lantern Corps bajo su influencia. En la batalla final, Saint Walker es liberado del libro por Kyle, su anillo azul regresa a él y los Guardianes del Universo luego lo teletransportan de regreso a Odym. Luego, Saint Walker regresa a Oa para restaurar la mano perdida de Ganthet.

### The New 52
En la nueva serie Green Lantern: New Guardians, Saint Walker ayudó a Kyle Rayner cuando se convirtió en un "imán" para otros anillos de poder, ayudando a Kyle a escapar de los ataques de los otros cuatro miembros del Cuerpo que habían rastreado los anillos. Viajan a Oa para intentar buscar la ayuda de los Guardianes. Desafortunadamente, este plan fracasa cuando se revela que Ganthet ha sido despojado de sus emociones por los otros Guardianes, hasta el punto de que ataca a Walker cuando Walker intenta ayudar a Kyle directamente después de que los anillos lo abruman brevemente. Ganthet proclama que el Cuerpo de Linternas Azules fue un error que ahora rectificará. Después de que se ven obligados a escapar de los guardianes, Walker cura la lengua cortada de Arkillo utilizando una ilusión de Sinestro. Sin embargo, en el enfrentamiento posterior con el Arcángel Invictus, Walker es incapaz de curar la ira de Invictus hacia los Linternas, aunque sus acciones ayudan a Invictus a ver que los Linternas no están completamente contaminados. Al regresar a Odym para reagruparse después de que Invictus libera a los Nuevos Guardianes solo si aceptan matar a Larfleeze, Walker se entera de que Odym está siendo atacado por el Alcance, enemigos de todos los portadores de anillos, lo que lo obliga a llamar a los otros Nuevos Guardianes en busca de ayuda. cuando intenta enseñar a los otros Blue Lanterns cómo canalizar sus auras para aumentar sus capacidades ofensivas para que puedan luchar por su cuenta. Aunque él y los otros Nuevos Guardianes ayudan a Kyle contra Invictus, el equipo se divide después de enterarse de que Sayd fue responsable de llevarle los anillos a Kyle como parte de un plan para armar un equipo para salvar a Ganthet, sintiendo que sus acciones han contaminado al equipo antes. comenzó, independientemente de sus motivos para unirlos.
Tras la derrota del Tercer Ejército y la caída de los Guardianes, los Blue Lantern Corps se trasladaron al planeta Elpis, pero pronto fueron atacados por la entidad cósmica conocida como Relic, que buscaba librar al universo de sus aparentes "herreros de la luz". ", ya que considera que es la única forma de mantener seguro el universo. El resto de los Blue Lantern Corps fueron destruidos, dejando solo a Walker cuando fue llevado a un lugar seguro por Kyle Rayner, Carol Ferris y los Templar Guardians, mientras que Elpis fue devastada por el asalto de Relic. Aunque Walker finalmente se recuperó en Mogo, después de enterarse de las revelaciones de Relic de que solo había una cantidad limitada de poder en el depósito emocional que alimentaba los anillos y la destrucción de los otros Blue Lanterns, la depresión de Walker hizo que su anillo lo abandonara, Walker aceptó que Probablemente era lo mejor, ya que el poder de los anillos azules podría drenar aún más el depósito. Sin embargo, más tarde recuperó su esperanza y su anillo, después de presenciar las habilidades de White Lantern de Kyle Rayner en New Genesis, confiado en que la reserva emocional podría ser recargada en el futuro.

### DC: Renacimiento
En el título de DC Rebirth Hal Jordan and the Green Lantern Corps, Saint Walker aparece en un planeta desconocido y se enfrenta a alienígenas hostiles cuando llegan Hal Jordan y Kyle Rayner. Después de destruir a los alienígenas hostiles, Hal y Kyle le piden a Saint Walker que se una a ellos para reunirse con Ganthet y Sayd. Saint Walker llega a la nueva base del Green Lantern Corps en Mogo y se reúne con el planeta sensible. Más tarde, Ganthet y Sayd prueban a Saint Walker, tratando de formar un vínculo psiónico con el poder de White Lantern de Kyle, ya que creen que esto podría provocar la resurrección del Blue Lantern Corps. Sin embargo, se les impide hacerlo, aunque Saint Walker experimenta visiones de una presencia desconocida.

## Poderes y habilidades
Saint Walker posee un anillo de poder azul que es alimentado por la emoción de la esperanza. Si bien la esperanza es la más poderosa de las siete emociones, debe estar cerca del anillo de poder de un Green Lantern activo para aprovechar todo el poder de su propio anillo. De lo contrario, los anillos solo son capaces de las habilidades predeterminadas de vuelo y un aura protectora. Esto se debe al hecho de que el poder de la esperanza no es nada sin la fuerza de voluntad para actuar en consecuencia. Los anillos azules deben estar alimentados por la verdadera esperanza para operar a las órdenes de sus usuarios.
Mientras está bajo la influencia de un anillo de poder verde cercano, Saint Walker puede curar heridas. El poder del anillo se puede complementar con la esperanza de otros seres vivos; por ejemplo, Saint Walker y Warth pudieron reducir la edad de un sol moribundo en 8.600 millones de años debido a la esperanza que emanaba de los habitantes de un planeta cercano. Un anillo azul puede afectar negativamente el desempeño de los anillos en el lado opuesto del espectro emocional. Durante su reunión inicial con la JLA, Saint Walker descubrió que sus habilidades también pueden ser aumentadas por la proximidad a Starman (Mikaal Tomas).
Como el primer Blue Lantern y el más experimentado, Walker ha demostrado la capacidad de canalizar su aura para aumentar su fuerza y mantenerse firme en una lucha contra muchos adversarios.

## En otros medios

### Televisión
- Saint Walker aparece en el episodio de Linterna Verde: La Serie Animada, "Lost Planet",[24] con la voz de Phil Morris.[25] En el episodio, Saint Walker se presenta como un ermitaño que vive en Mogo, un planeta sensible que atrapa a los malhechores. Se encuentra con Razer, un exmiembro del Red Lantern Corps, e intenta convencer al joven de que se aleje del camino de la violencia que recorre actualmente. A pesar de su comportamiento pacífico, Walker es retratado como un luchador muy ágil y hábil, capaz de desarmar a Razer en un combate cuerpo a cuerpo sin el uso de un anillo de poder. Aunque posee un anillo de poder verde, se niega a unirse al Cuerpo, creyendo que su propio destino está en otra parte. Durante la "Invasión", Saint Walker habla con Mogo sobre cuál es su papel en la invasión de los Linternas Rojas (ya que Mogo lo salvó y le dijo que hay un rayo de esperanza que puede detener a los Linternas Rojas) por lo que Mogo le dice que debe subir al pico más alto del planeta sensible. Mientras sube, ve a Atrocitus reclutar a uno de los prisioneros que Mogo mantuvo en su superficie. Saint Walker quería vengarse de ellos después de que destruyeron su mundo natal, pero Mogo insistió en que no eran importantes en ese momento. Una vez que llegó a la cima, le preguntó a Mogo dónde estaba la baliza y mientras pensaba que el pico vacío era un mensaje de que no había esperanza, la batería de energía de Linterna Verde de Hal Jordan (ahora una batería de energía de Linterna Azul gracias a Ganthet) presenta a Saint Walker con un Anillo de Poder Azul y el papel de ser el líder del Cuerpo de Linternas Azules y la última esperanza del universo. En el final de temporada, Saint Walker (ahora un Blue Lantern), junto con Mogo, ayudan a Kilowog en la batalla final contra la flota de naves de Red Lantern. Saint Walker también apareció en la segunda temporada de la serie animada, en un episodio que tiene lugar en Odym, junto a Ganthet y el segundo Blue Lantern, Brother Warth. Hal Jordan y Kilowog viajan a Odym con un Manhunter dañado para contactar a Ganthet, el único Guardián en el que confía Hal Jordan, con el fin de aprender más sobre los robots Manhunter. Descubren que Red Lantern Razer ha estado viviendo en Odym, tratando de controlar su ira. Ganthet explica el origen de los Manhunters, pero su prioridad es encender la Blue Lantern Power Battery. Desafortunadamente, hacerlo no solo reactiva al Manhunter dañado, sino que a medida que el poder de la batería Blue Lantern se extiende por el espacio, atrae a otros Manhunters a Odym. Aunque las fuerzas combinadas de Jordan, Kilowog, Saint Walker, Warth y Razer pueden derrotar a los Manhunters, Ganthet determina que la batería de Blue Lantern debe apagarse hasta que los Manhunters hayan sido eliminados de forma permanente.
- Una institución mental llamada St. Walker's Hospital se menciona en el episodio de la segunda temporada de Arrow titulado "Blast Radius". St. Walker's es una institución mental en la que reside la madre del Hermano Sangre. Laurel Lance sospecha de Sangre y rastrea a la mujer hasta el instituto con la idea de que es la tía de Sangre, pero descubre que en realidad es la madre de Sangre. Sangre mismo viene más tarde y mata a su madre en el siguiente episodio "Blind Spot" y esto obliga a Laurel a ir a Arrow en busca de ayuda.

### Varios
- Saint Walker aparece en el cómic digital de la temporada 11 de Smallville basado en la serie de televisión.
- En Flecha tie-in cómic Flecha: Temporada 2.5, la iglesia de San Walker es un nombre del difunto orfanato que se utiliza como base de operaciones para la Iglesia de Sangre en Star City, dirigido por un nuevo Hermano Sangre. Está abandonado después de su muerte.

### Videojuegos
- Saint Walker aparece en DC Universe Online.
- Saint Walker aparece como un personaje jugable en Lego Batman 3: Beyond Gotham, con la voz de Sam Riegel.